# Kieżmarska Polana
Kieżmarska Polana (niem. Nesselblösse, słow. Kežmarská poľana, węg. Késmárki-tisztás) – polana w Dolinie Kieżmarskiej w słowackich Tatrach Bielskich. Znajduje się na orograficznie lewym brzegu Białej Wody Kieżmarskiej, po północnej stronie Pokrzywianego Żlebu, którym spływa Pokrzywiana Woda. Nosi także słowacką nazwę Pokryvnik i polską Pokrzywnik.
Polana nazywana była też Kieżmarskim Koszarem lub Szałasem. Położona jest na wysokości 1290–1340 m. Dawniej często wzmiankowana była w opisach tatrzańskich wycieczek, obecnie jest już prawie całkowicie zarośnięta lasem. Znajdowała się na morenowej terasie około 20 m powyżej koryta potoku. Należała do mieszkańców Kieżmarku, którzy wypasali na niej młode bydło. Jeszcze przed II wojną światową była intensywnie użytkowana. Stało na niej kilka szop. Obecnie o przeszłości pasterskiej świadczą tylko łany pokrzyw i szczawiu alpejskiego.
Józef Nyka podaje, że jeszcze w XIX wieku w szałasach na Kieżmarskiej Polanie często nocowano w brudzie i towarzystwie psów i pastuchów.

## Turystyka
Przez Kieżmarską Polanę przechodzi znakowany szlak turystyczny.
  Matlary – Pri tenise – Nad Matliarmi – Rzeżuchowa Polana – Kieżmarska Polana – Bielska Rówień – Wielki Biały Staw. Odległość 8,3 km, suma podejść 750 m, suma zejść 20 m, czas przejścia 2:50 h, z powrotem, 2:10 h